# Provveditore
Provveditore (aus ital. provvedere sorgen für, anordnen) ist der Titel einiger italienischer Verwaltungsbeamter, die ganz unterschiedliche Funktionen haben bzw. hatten. Das Amt, in dem der Provveditore arbeitet, wird Provveditorato genannt. Während heute in Italien nur noch wenige Amtsträger diesen Titel tragen, war er historisch viel weiter verbreitet. Vor allem in der Republik Venedig gab es eine Fülle von Ämtern, die durch einen Provveditore versehen wurden.

## Moderne Verwaltung Italiens
Im öffentlichen Dienst tragen heute den Titel Provveditore:
- die Provveditori agli studi: Schulamtsleiter oder Provinzschulräte,[1] die dem Bildungsministerium untergeordnet sind,
- die Provveditori alle opere pubbliche: dezentrale Inspektoren für öffentliche Arbeiten[1], die dem Ministerium für Infrastruktur und Verkehr untergeordnet sind,
- die Provveditori dell'amministrazione penitenziaria: Leiter regionaler Strafvollzugsdirektionen, die dem Justizministerium untergeordnet sind.

Der Leiter der dem Ministerium für Wirtschaft und Finanzen zugeordneten Behörde Provveditorato generale dello Stato e uffici analoghi trägt nicht die Amtsbezeichnung Provveditore.

## Republik Venedig
Im Verwaltungsapparat der venezianischen Republik gab es zahlreiche höhere zivile und militärische Ämter, die von Provveditori versehen wurden. Sie entstanden sukzessive vom 13. bis zum 16. Jahrhundert. Diese Ämter wurden vom Großen Rat vergeben und zwar stets befristet, meist auf drei bis fünf Jahre. Ihre Inhaber waren höheren Behörden gegenüber rechenschaftspflichtig. Für die venezianischen Nobilhòmini war die Stellung als Provveditore ein wichtiger Schritt in der Karriere, bei dem man sich für höhere Positionen empfehlen konnte. Manche Stellen als Provveditore wurden auch an Bürger (cittadini) vergeben. Sie gehörten für diese zu den höchsten Positionen, die sie in der Verwaltung der Republik erreichen konnten.

### Provveditore generale
Für einige hohe Ämter gab es den Titel des Provveditore generale. Dies waren die Generalgouverneure der Provinzen Dalmatien (seit dem 15. Jahrhundert) und Morea (1688–1715) und als deren wichtigster der Provveditore Generale da Mar. Letzterer war auf Korfu stationiert. Er war Vizekommandant und Finanzchef der Flotte sowie Generalgouverneur der Ionischen Inseln und der Ägäis.
Gelegentlich trug auch der zumeist Luogotenente genannte Gouverneur der Provinz Friaul den Titel Provveditore generale, und kurz vor dem Ende der Republik wurde 1796 auch ein Generalgouverneur der Terra Ferma mit dieser Amtsbezeichnung eingesetzt.

### Verzeichnis der Provveditori
Die Provveditori lassen sich nach ihren Amtspflichten folgenden Bereichen zuordnen:
1. Unterhalt und Versorgung der Flotte und anderer militärischer Einrichtungen
- Provveditori all'Armar: Vorbereitung und Wartung der Galeeren und die Registrierung der Besatzung.[2]
- Provveditori all'Arsenal: Drei Beamte, Verwalter des venezianischen Zeughauses. Zuständig für Ordnung und Disziplin im Arsenal.[3]
- Provveditori alle Artiglierie: Versorgung und Wartung der Artillerie.[4]
- Provveditori alle Fortezze oder Magistrato alle Fortezze. Aufsicht über die Festungen.[4]

2. Öffentliche Finanzen und Kontrolle der Banken
- Provveditori ai Monti in Zecca: Drei Beamte, seit 1517 zuständig für die halbstaatlichen Banken Monte Vecchio, Monte Nuovo und Monte Novissimo.
- Provveditori sopra Banchi: Drei Beamte, seit 1524 verantwortlich für die Überwachung der Geschäftstätigkeit der Banken.
- Provveditori sopra Camere: Drei Beamte, auf 16 Monate gewählt, unterstützten das Ufficio di ragione bei der Überprüfung der einzelnen Kammern der Terraferma. Sie konnten auch zwangsweise Steuern eintreiben.[5] Ab 1574 Unterstützung des Magistrato dei Beni Inculti beim Programm der Bodenverbesserung, sowie der Gewinnung von Neuland durch Be- und Entwässerungsarbeiten.[6]
- Provveditori sopra Conti oder Magistrato sopra conti. Prüfung der Kontoführung der örtlichen Finanzbeamten der Terraferma.[5]
- Provveditori sopra Denari: Drei Beamte, kontrollierten ab 1571 die Zahlungsfähigkeit des Staates.
- Provveditori sopra Dazii: Drei Beamte, ab 1500 verantwortlich für Zolleinnahmen.
- Provveditori sopra Officii: Drei Beamte, seit 1481 zuständig für die Vermeidung von Verschwendung in der öffentlichen Verwaltung und Überprüfung der Konten.
- Provveditori sopra Ori e Argenti: Im 17. Jahrhundert verantwortlich für die Kontrolle des Silberkurses.
- Provveditori sopra Ori e Monete in Zecca: Seit 1551 zwei, ab 1582 drei Beamte, die aus dem Rat der Zehn ausgewählt wurden, um die Qualität und den Preis von Gold oder Goldmünzen zu kontrollieren.
- Provveditori sopra la Zecca: Drei Beamte, seit 1552 zuständig für die Verwaltung der Münze von Venedig.

3. Monopole und Versorgung der Stadt
- Provveditori al Sal oder Salinieri del Mare: Vier Beamte, zuständig für das Monopol des Staates an Salzproduktion und -handel.
- Provveditori alle Beccherie: Zwei Beamte, verantwortlich für die Fleischversorgung der Stadt Venedig.
- Provveditori alla Legna e ai Boschi oder Magistrato alla Legna e ai Boschi. Verwaltungsbeamte für Brennholz und Wald.
- Provveditori sopra Olii: Drei Beamte, ab 1531 zuständig für die Kontrolle der Preise und der Öllieferungen in die Stadt.

4. Armenpflege und Gesundheitswesen
- Provveditori sopra i Beni Comunali: Drei Beamte, seit 1564 verantwortlich für die Besitzungen der mittelalterlichen Gemeinde.
- Provveditori sopra Ospitali e Luoghi Pii, Teil des Magistrato agli Ospitali: Wachten seit 1561 über die Aktivitäten der Finanzierung und Verwaltung von Fürsorgeeinrichtungen.[7]
- Provveditori sopra la Sanità oder Magistrato alla Sanità: Seit 1485 drei, ab 1536 fünf Beamte, verantwortlich für das Gesundheitswesen. Neben der Aufsicht über den gesamten Lebensmittelhandel und die Wasserversorgung, die Abfallbeseitigung und das medizinische Personal fielen die Überwachung der „Unterbringung von Fremden“, der „Bettler und der Krankenhäuser“, der „Dirnen und Kuppler“ und schließlich noch der Juden in ihre Kompetenz.[8]

5. Infrastruktur und Landpflege
- Provveditori di Comun: Drei Beamte, seit 1277 zuständig für die Wartung der Wege und Brücken der Stadt Venedig und reibungslose Handelstätigkeiten.[9]
- Provveditori sopra l'Adige: Drei Beamte, seit 1586 verantwortlich für die Navigation auf der Etsch.
- Provveditori ai Beni Incolti: Drei Beamte, kümmerten sich von 1545 an um die Melioration des Landbesitzes auf der Terraferma.[10]
- Provveditori al Bosco del Montello: Drei Beamte, seit 1587 im Forstamt der Provinz Treviso zuständig für Hege und Pflege der Wälder.[11]
- Provveditori al Bosco di Montona oder Deputati al Bosco di Montona: Zwei Beamte, ab 1628 zuständig für die Erhaltung der wichtigen Wälder von Montona.

6. Kirchenaufsicht
- Provveditori sopra i Monasteri: Aufsichtsbeamte für die Klöster, Überprüfung von Verfehlungen gegen die öffentliche Sittlichkeit.[12] Das Amt war Teil des Magistrato ai Monasteri.

7. Justiz und Polizei
- Provveditori alle Pompe: Seit 1472 drei Beamte verantwortlich für die Kleiderordnung und Eingrenzung übermäßigen Luxus.[13]
- Provveditori sopra Feudi: Drei Beamte seit 1587, ab 1616 fünf; verantwortlich für alle Rechtsfragen, die mit Lehen zusammenhingen.
- Provveditori sopra la Giustizia Vecchia: Zwei Beamte, ab 1565 verantwortlich für die Überwachung des Unteren Gerichtshofes.[14]

8. Provinzgouverneure
- Venezianisches Albanien, Sitz Cattaro

In manchen Behörden gab es zur Unterstützung der Provveditori eine zweite Instanz – die Sopraprovveditori. Unter anderem wurden ernannt: Sopraprovveditori all'Arsenal, Sopraprovveditori alla Legna e ai Boschi, Sopraprovvesitori alle Pompe und Sopraprovveditori sopra la Sanità.